# 中華人民共和国のソマリア沖海賊対策
中華人民共和国のソマリア沖海賊対策（ちゅうかじんみんきょうわこくのソマリアおきかいぞくたいさく）では、中華人民共和国によるソマリア沖の海賊対策やアデン湾を航行する自国関係船舶などの護衛策について記述する。

## 概要
中国政府は中国人民解放軍海軍に対し自国関係船舶の護衛艦隊を派遣し、人民解放海軍建軍以来初の実任務外洋遠征となった。また、明代の鄭和の西征以来600年ぶりの中国軍艦の遠征とされた。主な任務は、ソマリア沖アデン湾を航行する中国関係船舶および乗員の安全確保、国際連合世界食糧計画など人道支援物資を運ぶ国際機関の船舶の護衛を行う。
派遣規模は戦闘艦艇2隻、総合補給艦1隻、艦載ヘリコプター2機、特殊部隊を含む人員800名から成る。

## 年表

### 2008年
- 12月18日 - 中国外務省の発表によりソマリア海賊対策のために艦隊の派遣準備を行なっていることが明らかとなる。
- 12月26日 - 第1次派遣隊、駆逐艦「武漢」と「海口」、総合補給艦「微山湖」の3隻が同日1345時に海南島三亜を出港する。出港後には乗員達に船酔いが続出した、同月30日頃には症状の多くは収まった[3]。
- 12月30日 - 第1次派遣隊はマラッカ海峡を通過し、初めての洋上補給を実施する[4]。

### 2009年
- 1月6日 - 第1次派遣隊がソマリア沖に到着、同日朝から中国商船4隻を護送船団方式で護衛開始[5]。
- 1月14日 - 中国遠洋運輸集団の船舶「天河」に接近した海賊と推測される小型高速挺2隻を撃退する[6]。
- 1月29日 - 海賊に襲撃されたギリシャ籍商船「エレニグ」を救助する。その後ドイツ連邦海軍のフリゲート「F218 メクレンブルク＝フォアポンメルン」が現場海域に到着し情報提供する[7]。
- 3月 - 国際先駆導報によれば日本の派遣部隊との情報交換を行なうと報じた[8]。
- 4月2日 - 第2次派遣隊、駆逐艦「深圳」、フリゲート「黄山」が湛江を出港[9]。
- 4月13日 - 洋上にて第1派遣隊と第2次派遣隊の合同任務が同月13日から18日まで計2回が行なわれる[10]。これで第2次派遣隊と交代し第1次派遣隊の任務を引き継ぐ。なお、補給艦「微山湖」は任務継続。第1次隊の護衛総数は外国籍船29隻を含めて206隻、うち3隻を海賊の襲撃から救援した[11]。
- 7月16日 - 第3次派遣隊、フリゲート「徐州」、「舟山」、総合補給艦「千島湖」が舟山市の軍港を出発[12]。
- 8月1日 - 第3次派遣隊、任務開始[13]。
- 9月10日 - 中露海軍初の連合護衛艦隊が編組され、指揮権をロシア海軍に委譲する。本航行では計17隻の船舶が護衛される[14]。
- 9月18日 - 現地に展開しているロシア海軍と海賊対処合同演習「平和ブルー・シールド2009」でアデン湾にて実施する[15][16]。
- 10月17日 - 外国籍フェリーの初護衛。対象船舶はケイマン諸島籍フェリー2隻[17]。
- 10月30日 - 第4次派遣隊、フリゲート「馬鞍山」と「温州」が舟山を出港する。補給艦「千島湖」は任務を継続[18]。
- 11月12日 - 第4次派遣隊がアデン湾に到着[19]。
- 11月22日 - 欧州連合による海賊対策であるアタランタ作戦司令官が座乗するオランダ艦を訪問し交流する[20]。
- 12月14日 - 第3次派遣隊は帰港途中、香港に寄港する[21]。
- 12月25日 - 護衛開始から1周年を迎える。これまでの累計では149回923隻を護衛し、このうち外国籍船舶は382隻、海賊に襲撃された船舶は15隻を救援した[22]。
- 12月27日 - 中国海軍は長期派遣に備え、インド洋に補給基地の設置を模索していることが同月27日[23]と同月30日に海軍高官の構想など、それぞれ明らかになる[24]

### 2010年
- 3月4日 - 第5次派遣隊が三亜港を出航する[25]。
- 3月15日 - 第5次派遣隊がアデン湾の到着し第4次隊と合流し任務を開始する[26]。
- 3月28日 - 中国に帰港する2隻の艦艇「馬鞍山」と「千島湖」がアラブ首長国連邦・アブダビに寄港する。人民解放軍海軍初のペルシャ湾岸への寄港となる[27]。
- 6月30日 - 第6次派遣隊に南海艦隊からドック型揚陸艦「崑崙山」を駆逐艦「蘭州」と共にアデン湾に派遣のため広東省湛江市の軍港から出航する。現地に展開中の補給艦「微山湖」については引き続き任務を継続する[28]。
- 11月2日 - 第7次派遣隊が舟山軍港から出航する[29]。
- 11月27日 - 帰国途中の第6次隊はサウジアラビア籍船団の護衛をしつつサウジアラビアのジッダに5日間寄港する[30]。
- 12月14日 - 中国海軍が護衛中の日本の大東通商のケミカルタンカー「オリエンタルローズ」（パナマ船籍）が武装船から攻撃を受け，船員が怪我をしたとの報道[31]。

### 2011年
- 2月25日 - 2011年リビア騒乱によって現地に取り残されている自国民救出のために駆逐艦「徐州」を一時、護衛任務から解除してリビア海域に派遣することが公表される[32]。リビアからクレタ島へ向けて避難自国民4,200人を載せたギリシャ船籍の客船2隻を駆逐艦「徐州」が護衛する。この他にチャーター機2機による空路脱出やバスによる陸路脱出も並行して実施されている[33]。
- 2月21日 - 駆逐艦「温州」と「馬鞍山」から成る第8次隊が舟山から出航する。両艦は2度目のソマリア沖派遣となる[34]。
- 5月9日 - 護衛任務を終えた第7次隊はタンザニア連合共和国、南アフリカ共和国、セーシェル共和国などを訪問した後にシンガポールに寄港する。5月9日、舟山軍港に帰港する。
- 7月2日 - 第9次派遣隊として南海艦隊から駆逐艦「武漢」、フリゲート「玉林」、補給艦「青海湖」が広東省湛江から出航する。
- 11月13日 - 第10隊と第9次隊が洋上で合流し、護衛を開始。
- 11月21日 - 第9次隊は護衛任務を終了し帰国の途につく。途中でクウェート、オマーンを訪問する[35]。

### 2012年
- 2月27日 - 第11次派遣隊が青島から出航する。
- 3月15日に第11次隊と第10次隊が洋上で合流し護衛任務を開始。帰国する第10次隊は香港返還15周年を記念して4月30日から5月4日まで寄港する[36]
- 7月3日 - 第12次派遣隊としてフリゲート「常州」と「益陽」、補給艦「千島湖」が浙江省舟山から出航する。
- 7月23日 - 第11次隊が国内外184隻の護衛任務を終えて帰還、初訪問となるルーマニア、ブルガリア、イスラエルを含め5ヶ国を訪問した。[37]
- 9月13日 - 第11次隊が青島に帰港[38]。
- 11月9日 - 南海艦隊のフリゲート「黄山」と「衡陽」は補給艦「青海湖」を伴い第13次派遣隊として出航する[39]。

### 2013年
- 3月13日 - 第14次派遣隊が海域に到着し第13次隊と共同護衛に従事、同月18日から第14次隊単独での護衛を開始する[40][41]。なお、第14次隊は山東省青島市を出航し、途中3月3日から8日までパキスタン海軍と共に多国籍海上連合軍演習「和平13」を実施した後、アデン湾に向かっている。
- 8月8日 - 広東省湛江軍港から揚陸艦「井崗山」、フリゲート「衡水」、補給艦「太湖」がアデン湾へ向けて出航する。3隻は初参加となる[42]。
- 11月30日 - 第16派遣隊が青島から出港する。フリゲート「洛陽」と「塩城」。12月21日には第15次派遣隊と共同で船団護衛に当たる。

### 2014年
- 1月23日 - 第15次派遣隊は護衛任務を終了する。任務期間中には欧州連合の第508任務部隊、第151合同任務部隊との交流をはじめ、ウクライナ海軍艦艇と初めての合同訓練を実施、ケニア、タンザニアおよびスリランカを訪問している[43]。
- 3月24日 - 舟山軍港から第17次派遣隊の駆逐艦「長春」、フリゲート「常州」、補給艦「巣湖」が出港する。「長春」と「巣湖」は初の護衛派遣となる。
- 4月24日 - 第16次派遣隊は護衛任務を完了する。任務終了後はアフリカ8カ国訪問の航海を開始し、5月22日にはナイジェリアのアビジャンを訪れている[44]。
- 5月5日 - 第16次派遣隊は急遽チュニジアを訪問する[45]。
- 5月6日 - 地中海を航行中にイタリア商船の救難信号を受信、火災発生により「巣湖」は救助艇2隻を派遣し救助を開始、乗員は治療を受ける[46]。
- 5月14日朝 - 「常州」はボートを牽引する不審船を発見、フレアなどを使用しこれを駆逐している[47]。
- 6月2日朝 - 中国海軍とカメルーン海軍は、両国初となる合同海賊対策演習をギニア湾にて実施する。これ以外にも通信訓練、共同捜索救助訓練および共同移乗検査なども実施する[48]。
- 8月1日 - 第18次派遣隊のフリゲート「運城」、水陸両用艦「長白山」が湛江から出港する。「長白山」は初の護衛派遣となる[49]。
- 12月2日 - 第19次派遣隊のフリゲート「臨沂」と「濰坊」および補給艦「微山湖」が青島から出港する。「臨沂」、「濰坊」の両艦は初の護衛派遣となる。
- 12月11日 - 米中両国海軍は「海上衝突回避規範（CUES）」運用訓練を実施する。これは両国海軍初の合同訓練となる[50]。

### 2015年
- 3月29日 - 「臨沂」が情勢不安であったイエメンに派遣、アデン港にて中国企業関係者を避難させ、8時間後には最初の122人がジブチ港まで送り届けられる。他にも同時にエジプトとルーマニアの技術者も避難している。同月30日までにパキスタン、エチオピア、ドイツ、英国および日本など10カ国の255人も救出している。これは中国海軍初の在外邦人および外国人避難活動となる[51][52][53]。
- 4月3日 - 第20次派遣隊のミサイル駆逐艦「済南」、フリゲート「益陽」、補給艦「千島湖」が舟山港から出航し、同月24日に交代して27日には「益陽」が初めてとなる単独護送を開始する[54]。
- 7月24日 - 「済南」はインド・ムンバイの訪問を終え出港し護衛任務に復帰する[55]。第20次隊は護衛任務終了後グローバル訪問を開始する[56]。
- 8月4日 - 第21次派遣隊のフリゲート「柳州」と「三亜」、補給艦「青海湖」が三亜港を出航する。「柳州」と「三亜」の両艦は初めての護衛派遣となる。
- 9月26日 - 派遣艦隊首脳部がアデン湾上にて韓国海軍の駆逐艦「李舜臣」に乗艦し交流する[57]。
- 12月6日 - 第22次派遣隊の駆逐艦「青島」、フリゲート「大慶」、補給艦「太湖」が青島から出港する[58]。

## 派遣状況
| 回次 | 指揮官     | 艦船                                              | 出港            | 任務開始       | 任務終了      | 帰港          |
| ---- | ---------- | ------------------------------------------------- | --------------- | -------------- | ------------- | ------------- |
| 1    |            | 169 武漢 171 海口 887 微山湖                      | 2008年12月26日  | 2009年1月6日   | 2009年4月18日 | 2009年4月28日 |
| 2    |            | 167 深圳 570 黄山 887 微山湖                      | 2009年4月2日    | 2009年4月13日  | 2009年8月初頭 | 2009年8月     |
| 3    | 王志国少将 | 529 舟山 530 徐州 886 千島湖                      | 2009年7月16日   | 2009年8月1日   |               | 2009年12月    |
| 4    | 邱延鵬     | 525 馬鞍山 526 温州 886 千島湖                    | 2009年10月30日  | 2009年11月12日 | 2010年3月19日 |               |
| 5    | 張文旦大校 | 168 広州 568 巣湖 887 微山湖                      | 2010年3月4日    | 2010年3月15日  | 2010年7月18日 |               |
| 6    |            | 170 蘭州 998 崑崙山 887 微山湖 双胴船（艦名不詳） | 2010年6月30日   | 2010年7月16日  |               |               |
| 7    |            | 529 舟山 530 徐州 886 千島湖                      | 2010年11月2日   |                |               | 2011年5月9日  |
| 8    |            | 525 馬鞍山 526 温州 886 千島湖                    | 2011年2月21日   | 2011年3月15日  |               |               |
| 9    |            | 169 武漢 569 玉林 885 青海湖                      | 2011年7月2日    |                |               |               |
| 10   |            | 171 海口 571 運城 885 青海湖                      |                 | 2011年11月13日 | 2012年3月20日 |               |
| 11   |            | 113 青島 538 煙台 887 微山湖                      | 2012年2月27日   | 2012年3月15日  | 2012年7月23日 | 2012年9月13日 |
| 12   | 周煦明少将 | 549 常州 548 益陽 886 千島湖                      | 2012年7月3日    |                |               |               |
| 13   | 李暁岩大校 | 570 黄山 568 衡陽 885 青海湖                      | 2012年11月9日   | 2012年11月27日 |               |               |
| 14   |            | 112 哈爾浜 528 綿陽 887 微山湖                    | 2013年2月16日   | 2013年3月13日  |               |               |
| 15   |            | 999 井崗山 572 衡水 889 太湖                      | 2013年8月8日    |                |               | 2014年1月23日 |
| 16   |            | 527 洛陽 546 塩城 889 太湖                        | 2013年11月30日  |                | 2014年4月24日 |               |
| 17   |            | 150 長春 549 常州 890 巣湖                        | 2014年3月24日   |                |               |               |
| 18   |            | 989 長白山 571 運城 890 巣湖                      | 2014年8月1日    |                |               |               |
| 19   |            | 547 臨沂 550 濰坊 887 微山湖                      | 2014年日12月2日 |                |               |               |
| 20   |            | 152 済南 548 益陽 886 千島湖                      | 2015年4月3日    |                |               |               |
| 21   | 兪満江少将 | 573 柳州 574 三亜 885 青海湖                      | 2015年8月4日    |                |               |               |
| 22   |            | 113 青島 576 大慶 889 太湖                        | 2015年12月6日   |                |               |               |
| 23   |            | 531 湘潭 529 舟山 890 巢湖                        | 2016年4月7日    |                |               |               |